# Атанас Дебърски
Атанас Дебърски е български просветен деец от ранното Българско възраждане в Източна Македония.

## Биография
Роден е в Дебърско около 1808 година. Около 1825 година участникът в Гръцкото въстание Янак (Яне) Граматик го довежда в петричкото село Горна Рибница, където Атанас става учител срещу 600 гроша и прехрана. Частното му училище е отворено в 1827 година в къщата на Христовци и започва с 14 ученици. Даскал Атанас преподава църковнославянски. При него учат деца освен от Горна Рибница и от Цапарево, Добри лаки, Никудин, Игралища и Брезница. Преподава в Горна Рибница до към 1841 година, след което училището е поето от негов ученик.